# عبدالرحمن المهدی
عبدالرحمن المهدی (عربی: عبد الرحمن المهدي؛ ۱۵ ژوئیهٔ ۱۸۸۵ – ۲۴ مارس ۱۹۵۹) سیاستمدار اهل سودان بود. وی از ۲۲ اکتبر ۱۹۵۲ تا نوامبر ۱۹۵۳ نخست‌وزیر سودان بود.
عبدالرحمن المهدی در ۲۴ مارس ۱۹۵۹، در سن ۷۳ سالگی درگذشت.